# Sematoptis amphilychna
Sematoptis amphilychna är en fjärilsart som beskrevs av Edward Meyrick 1931. Sematoptis amphilychna ingår i släktet Sematoptis och familjen fransmalar. Inga underarter finns listade i Catalogue of Life.